# John Breckinridge (politico)
John Breckinridge (Staunton, 2 dicembre 1760 – Lexington, 14 dicembre 1806) è stato un politico statunitense.

## Biografia
Fu il 5º procuratore generale degli Stati Uniti sotto il presidente Thomas Jefferson.
Studiò in quello che successivamente venne chiamato College di William e Mary. Venne eletto al Congresso degli Stati Uniti d'America ma diede le dimissioni prima ancora che il suo mandato iniziasse. Sposò Mary Hopkins Cabell da cui ebbe una figlia, Letitia Breckinridge.

## Riconoscimenti
La contea di Breckinridge prende il nome da lui.